# کلود مارتن (قایقران روئینگ)
کلود مارتن (فرانسوی: Claude Martin‎؛ ۱۰ اکتبر ۱۹۳۰ – ۵ دسامبر ۲۰۱۷) قایقران روئینگ اهل فرانسه بود.
وی در مسابقات کشوری و بین‌المللی در مجموع برندهٔ ۱ مدال طلا، ۱ مدال نقره، ۱ مدال برنز شده‌است.